# 야마구치 도시히로
야마구치 도시히로(일본어: 山口 敏弘, 1971년 11월 19일 ~ )는 일본의 전 축구 선수이다.

## 구단 경력
1993년 J1리그의 감바 오사카에 입단했다. 1996년까지 97경기에 출전하여, 26득점을 넣었다. 1996년 교토 퍼플 상가로 이적, 1998년 산프레체 히로시마로 이적했다. 1999년에 천황배 우승을 차지했다. 2000년후 현역 은퇴.

## 국가대표팀 경력
그는 1994년 7월 8일 가나과의 경기에서 일본 국가대표팀에 데뷔했다. 1995년 킹 파흐드컵에도 출전했다. 그는 1995년까지 국제 A매치 통산 4경기에 출전했다.

## 통계
| 일본 | 일본 | 일본 |
| 연도 | 출전 | 득점 |
| ---- | ---- | ---- |
| 1994 | 2    | 0    |
| 1995 | 2    | 0    |
| 통산 | 4    | 0    |